# México en la Copa Mundial de Fútbol de 2010
La selección de fútbol de México fue uno de los 32 equipos participantes de la Copa Mundial de Fútbol de 2010 que se realizó en Sudáfrica entre los días 11 de junio y 11 de julio de ese mismo año. El equipo clasificó para el torneo después de obtener el segundo lugar en el proceso eliminatorio de la Concacaf. México se colocó debajo de los Estados Unidos y por encima de Honduras con veinte, diecinueve y dieciséis puntos respectivamente, siendo estos tres países los representantes de Concacaf en el mundial.
El sorteo colocó a México en el Grupo A junto con Sudáfrica, Francia y Uruguay. A la selección mexicana le correspondió jugar el partido inaugural del torneo el 11 de junio ante la selección anfitriona en el Estadio Soccer City de la ciudad de Johannesburgo, la inauguración tuvo una asistencia de 84 490 espectadores y terminó con empate a un gol. Más tarde se enfrentó a Francia, donde consiguió una victoria de 2:0 y después perdió contra Uruguay por 1:0, clasificándose a los octavos de final por diferencia de goles (+1), ya que Sudáfrica alcanzó el mismo puntaje (4 puntos) pero menor diferencia de goles (-2).
El conjunto mexicano tuvo que enfrentarse en octavos de final contra la Argentina, misma selección que los dejó fuera en el mundial de Alemania 2006; el encuentro terminó con una derrota 3:1, con dos goles de Carlos Tévez, uno de Gonzalo Higuaín y el gol del mexicano Javier Hernández, finalizando así en el lugar número 14 del torneo y sumando 24 años sin acceder a los cuartos de final desde que fue la selección anfitriona en México 1986.

## Clasificación

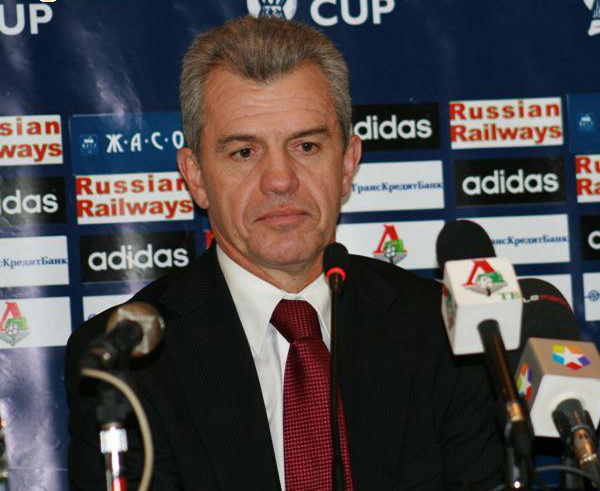
Javier Aguirre fue nombrado entrenador de en abril de 2009.

La selección mexicana comenzó su proceso clasificatorio en la tercera fase, siendo ubicada en el Grupo 2; después de quedar en la segunda posición, por detrás de Honduras, la selección de México se clasificó para disputar el hexagonal final (cuarta fase) en el año 2009. México obtuvo su pase al mundial después de obtener el segundo lugar en las eliminatorias de la Concacaf, tras derrotar por 4:1 a El Salvador en la Ciudad de México, y quedó en segundo lugar del hexagonal, después de los Estados Unidos, tras un empate 2:2 contra Trinidad y Tobago.
El seleccionado mexicano estuvo dirigido a lo largo de las eliminatorias por dos entrenadores, siendo el primero de ellos Sven-Göran Eriksson, que fue director técnico desde el 3 de junio de 2008, y después fue destituido el 2 de abril del 2009 por un bajo rendimiento. El segundo entrenador fue Javier Aguirre, quien fue presentado como tal el 16 de abril de 2009; Aguirre ya había dirigido a la selección en la Copa Mundial de Fútbol de 2002, donde su selección no pasó a cuartos de final tras una derrota contra los Estados Unidos. Aguirre se desempeñó en el cargo durante el resto de la eliminatoria mundialista y durante los partidos realizados en el mundial de Sudáfrica 2010.

### Segunda ronda
| Fecha               | Lugar             |        |                   | Resultado |                   |        |
| ------------------- | ----------------- | ------ | ----------------- | --------- | ----------------- | ------ |
| 15 de junio de 2008 | Houston (EE. UU.) | Belice | Bandera de Belice | 0:2 (0:0) | Bandera de México | México |
| 21 de junio de 2008 | San Nicolás       | México | Bandera de México | 7:0 (4:0) | Bandera de Belice | Belice |

### Tercera ronda
| Equipo   | Pts | PJ | PG | PE | PP | GF | GC | Dif |
| -------- | --- | -- | -- | -- | -- | -- | -- | --- |
| Honduras | 12  | 6  | 4  | 0  | 2  | 9  | 5  | 4   |
| México   | 10  | 6  | 3  | 1  | 2  | 9  | 6  | 3   |
| Jamaica  | 10  | 6  | 3  | 1  | 2  | 6  | 7  | -1  |
| Canadá   | 2   | 6  | 0  | 2  | 4  | 7  | 11 | -4  |

| Fecha                    | Lugar            |          |                     | Resultado |                     |          |
| ------------------------ | ---------------- | -------- | ------------------- | --------- | ------------------- | -------- |
| 20 de agosto de 2008     | Ciudad de México | México   | Bandera de México   | 2:1 (0:1) | Bandera de Honduras | Honduras |
| 6 de septiembre de 2008  | Ciudad de México | México   | Bandera de México   | 3:0 (2:0) | Bandera de Jamaica  | Jamaica  |
| 10 de septiembre de 2008 | Tuxtla Gutiérrez | México   | Bandera de México   | 2:1 (0:0) | Bandera de Canadá   | Canadá   |
| 11 de octubre de 2008    | Kingston         | Jamaica  | Bandera de Jamaica  | 1:0 (1:0) | Bandera de México   | México   |
| 15 de octubre de 2008    | Edmonton         | Canadá   | Bandera de Canadá   | 2:2 (1:1) | Bandera de México   | México   |
| 19 de noviembre de 2008  | San Pedro Sula   | Honduras | Bandera de Honduras | 1:0 (0:0) | Bandera de México   | México   |

### Cuarta ronda (Hexagonal final)
Después de haber quedado como segundo lugar en el Grupo 2 de la tercera fase, México jugó en el hexagonal final, finalizando en el segundo lugar y clasificándose así directamente para jugar la Copa Mundial de Fútbol, junto con los Estados Unidos y Honduras.
| Equipo            | Pts | PJ | PG | PE | PP | GF | GC | Dif |
| ----------------- | --- | -- | -- | -- | -- | -- | -- | --- |
| Estados Unidos    | 20  | 10 | 6  | 2  | 2  | 19 | 13 | 6   |
| México            | 19  | 10 | 6  | 1  | 3  | 18 | 12 | 6   |
| Honduras          | 16  | 10 | 5  | 1  | 4  | 17 | 11 | 6   |
| Costa Rica        | 16  | 10 | 5  | 1  | 4  | 15 | 15 | 0   |
| El Salvador       | 8   | 10 | 2  | 2  | 6  | 9  | 15 | -6  |
| Trinidad y Tobago | 6   | 10 | 1  | 3  | 6  | 10 | 22 | -12 |

| Fecha                   | Lugar            |                   |                              | Resultado                                                                                                   |                              |                   |
| ----------------------- | ---------------- | ----------------- | ---------------------------- | --- | ---------------------------- | ----------------- |
| 11 de febrero de 2009   | Columbus         | Estados Unidos    | Bandera de Estados Unidos    | 2:0 (1:0) (enlace roto disponible en Internet Archive; véase el historial, la primera versión y la última). | Bandera de México            | México            |
| 28 de marzo de 2009     | Ciudad de México | México            | Bandera de México            | 2:0 (1:0)                                                                                                   | Bandera de Costa Rica        | Costa Rica        |
| 1 de abril de 2009      | San Pedro Sula   | Honduras          | Bandera de Honduras          | 3:1 (2:0)                                                                                                   | Bandera de México            | México            |
| 6 de junio de 2009      | San Salvador     | El Salvador       | Bandera de El Salvador       | 2:1 (1:0)                                                                                                   | Bandera de México            | México            |
| 10 de junio de 2009     | Ciudad de México | México            | Bandera de México            | 2:1 (1:1) Archivado el 12 de febrero de 2013 en Wayback Machine.                                            | Bandera de Trinidad y Tobago | Trinidad y Tobago |
| 12 de agosto de 2009    | Ciudad de México | México            | Bandera de México            | 2:1 (1:1) Archivado el 12 de febrero de 2013 en Wayback Machine.                                            | Bandera de Estados Unidos    | Estados Unidos    |
| 5 de septiembre de 2009 | San José         | Costa Rica        | Bandera de Costa Rica        | 0:3 (0:1) Archivado el 12 de febrero de 2013 en Wayback Machine.                                            | Bandera de México            | México            |
| 9 de septiembre de 2009 | Ciudad de México | México            | Bandera de México            | 1:0 (0:0) Archivado el 12 de febrero de 2013 en Wayback Machine.                                            | Bandera de Honduras          | Honduras          |
| 10 de octubre de 2009   | Ciudad de México | México            | Bandera de México            | 4:1 (1:0) Archivado el 8 de febrero de 2013 en Wayback Machine.                                             | Bandera de El Salvador       | El Salvador       |
| 14 de octubre de 2009   | Puerto España    | Trinidad y Tobago | Bandera de Trinidad y Tobago | 2:2 (1:0) Archivado el 8 de febrero de 2013 en Wayback Machine.                                             | Bandera de México            | México            |

### Goleadores
| Jugador            | Goles | PJ |
| ------------------ | ----- | -- |
| Jared Borgetti     | 3     | 2  |
| Pável Pardo        | 3     | 7  |
| Fernando Arce      | 3     | 10 |
| Cuauhtémoc Blanco  | 3     | 10 |
| Carlos Vela        | 3     | 12 |
| Andrés Guardado    | 3     | 16 |
| Omar Bravo         | 2     | 8  |
| Guillermo Franco   | 2     | 10 |
| Carlos Salcido     | 2     | 15 |
| Enrique Esqueda    | 1     | 1  |
| Francisco Palencia | 1     | 2  |
| Óscar Rojas        | 1     | 4  |
| Matías Vuoso       | 1     | 6  |
| Miguel Sabah       | 1     | 6  |
| Rafael Márquez     | 1     | 7  |
| Israel Castro      | 1     | 7  |
| Nery Castillo      | 1     | 7  |
| Giovani dos santos | 1     | 10 |
| Jonny Magallón     | 1     | 13 |

## Preparación
La selección de México planeó, en mayo de 2010, tres partidos en Estados Unidos y uno en la Ciudad de México el 16 de mayo; también se trasladó a la ciudad alemana de Herzogenaurach para tener 11 días (del 19 al 30 de mayo) de preparación. México tenía contemplados cuatro encuentros en Europa, uno contra Inglaterra, otro con los Países Bajos, uno con Portugal (más tarde cancelado) y otro más con el campeón mundial de 2006 Italia.
En febrero, meses antes del partido amistoso contra Corea del Norte, la Federación Mexicana de Fútbol designó al Nuevo Estadio Corona de Torreón como estadio para el partido, siendo ese y el Estadio Azteca los únicos estadios en territorio mexicano en los que jugó México durante las fechas de su preparación al mundial.
El partido amistoso contra la selección de Portugal programado para el 30 de mayo de 2010 fue cancelado debido a que México no quiso dejar el hotel Thaba Ya Botswana al equipo europeo; México tenía apartados dos hoteles desde el 2009 de los cuales se eligió uno y el otro fue tomado por la selección de Brasil. Debido a la cancelación del partido, éste fue reemplazado por un amistoso contra Gambia.

### Amistosos previos
México jugó 12 amistosos antes de la Copa Mundial en Sudáfrica. Los partidos amistosos disputados fueron los siguientes:
| Fecha                 | Lugar                    |              |                             | Resultado |                            |                 |
| --------------------- | ------------------------ | ------------ | --------------------------- | --------- | -------------------------- | --------------- |
| 24 de febrero de 2010 | San Francisco, EE. UU.   | México       | Bandera de México           | 5:0 (4:0) | Bandera de Bolivia         | Bolivia         |
| 3 de marzo de 2010    | Pasadena, EE. UU.        | México       | Bandera de México           | 2:0 (0:0) | Bandera de Nueva Zelanda   | Nueva Zelanda   |
| 17 de marzo de 2010   | Torreón, México          | México       | Bandera de México           | 2:1 (0:0) | Bandera de Corea del Norte | Corea del Norte |
| 24 de marzo de 2010   | Charlotte, EE. UU.       | México       | Bandera de México           | 0:0       | Bandera de Islandia        | Islandia        |
| 7 de mayo de 2010     | Nueva York, EE. UU.      | México       | Bandera de México           | 0:0       | Bandera de Ecuador         | Ecuador         |
| 10 de mayo de 2010    | Chicago, EE. UU.         | México       | Bandera de México           | 1:0 (0:0) | Bandera de Senegal         | Senegal         |
| 13 de mayo de 2010    | Houston, EE. UU.         | México       | Bandera de México           | 1:0 (0:0) | Bandera de Angola          | Angola          |
| 16 de mayo de 2010    | Ciudad de México, México | México       | Bandera de México           | 1:0 (1:0) | Bandera de Chile           | Chile           |
| 24 de mayo de 2010    | Londres, Inglaterra      | Inglaterra   | Bandera de Inglaterra       | 3:1 (2:1) | Bandera de México          | México          |
| 26 de mayo de 2010    | Friburgo, Alemania       | Países Bajos | Bandera de los Países Bajos | 2:1 (2:0) | Bandera de México          | México          |
| 30 de mayo de 2010    | Bayreuth, Alemania       | México       | Bandera de México           | 5:1 (1:0) | Bandera de Gambia          | Gambia          |
| 3 de junio de 2010    | Bruselas, Bélgica        | México       | Bandera de México           | 2:1 (1:0) | Bandera de Italia          | Italia          |

Actualizado el 3 de junio de 2010

## Jugadores
La convocatoria hecha por Javier Aguirre de los 23 jugadores que integrarían el plantel se dio a conocer el 31 de mayo de 2010. Una lista realizada en días anteriores de 24 jugadores incluía además de los 23 seleccionados a Jonathan dos Santos, jugador del FC Barcelona, y quien fue recortado del plantel horas después del partido contra Gambia, causando polémica en los medios de difusión. La lista de 26 jugadores anterior al partido contra Chile incluía además a Juan Carlos Valenzuela del Club América y a Adrián Aldrete de Monarcas Morelia quienes fueron recortados el 14 de mayo de 2010.
Como parte de las polémicas decisiones del cuerpo técnico se hizo énfasis en algunos medios de comunicación que el jugador Adolfo Bautista resultó uno de los 22 ganadores de un sorteo realizado por el banco HSBC y ganó un viaje para dos personas para el torneo. Este hecho causó indignación ya que en ese momento el jugador se encontraba con poca actividad en su club, baja de juego y un evidente sobrepeso.
| N.º                              | Nombre                 | Pos.           | Edad | PJ Sel. | Club                |
| -------------------------------- | ---------------------- | -------------- | ---- | ------- | ------------------- |
| 1                                | Óscar Pérez            | Guardameta     | 37   | 49      | Jaguares            |
| 13                               | Guillermo Ochoa Magaña | Guardameta     | 24   | 36      | América             |
| 23                               | Luis Ernesto Michel    | Guardameta     | 30   | 4       | Guadalajara         |
|                                  |                        |                |      |         |                     |
| 2                                | Francisco Rodríguez    | Defensa        | 28   | 45      | PSV Eindhoven       |
| 3                                | Carlos Salcido         | Defensa        | 30   | 70      | PSV Eindhoven       |
| 4                                | Rafael Márquez         | Defensa        | 31   | 88      | FC Barcelona        |
| 5                                | Ricardo Osorio         | Defensa        | 30   | 74      | VFB Stuttgart       |
| 12                               | Paul Aguilar           | Defensa        | 24   | 7       | Pachuca             |
| 15                               | Héctor Moreno          | Defensa        | 22   | 7       | AZ Alkmaar          |
| 16                               | Efraín Juárez          | Defensa        | 22   | 16      | UNAM                |
| 19                               | Jonny Magallón         | Defensa        | 28   | 50      | Guadalajara         |
| 20                               | Jorge Torres Nilo      | Defensa        | 22   | 6       | Atlas               |
|                                  |                        |                |      |         |                     |
| 6                                | Gerardo Torrado        | Centrocampista | 31   | 112     | Cruz Azul           |
| 7                                | Pablo Barrera          | Centrocampista | 22   | 17      | UNAM                |
| 8                                | Israel Castro          | Centrocampista | 29   | 27      | UNAM                |
| 17                               | Giovani dos Santos     | Centrocampista | 21   | 23      | Galatasaray         |
| 18                               | Andrés Guardado        | Centrocampista | 23   | 52      | Deportivo La Coruña |
| 22                               | Alberto Medina         | Centrocampista | 27   | 53      | Guadalajara         |
|                                  |                        |                |      |         |                     |
| 9                                | Guillermo Franco       | Delantero      | 33   | 20      | West Ham United     |
| 10                               | Cuauhtémoc Blanco      | Delantero      | 37   | 112     | Veracruz            |
| 11                               | Carlos Vela            | Delantero      | 21   | 24      | Arsenal FC          |
| 14                               | Javier Hernández       | Delantero      | 22   | 8       | Guadalajara         |
| 21                               | Adolfo Bautista        | Delantero      | 31   | 31      | Guadalajara         |
|                                  |                        |                |      |         |                     |
| Director técnico: Javier Aguirre |                        |                |      |         |                     |

## Participación
- Los horarios son correspondientes a la hora local sudafricana (UTC+2).

### Partidos
| Fecha       | Lugar         | Instancia        |           |                      | Resultado |                    |         |
| ----------- | ------------- | ---------------- | --------- | -------------------- | --------- | ------------------ | ------- |
| 11 de junio | Johannesburgo | Fase de grupos   | Sudáfrica | Bandera de Sudáfrica | 1:1 (0:0) | Bandera de México  | México  |
| 17 de junio | Polokwane     | Fase de grupos   | Francia   | Bandera de Francia   | 0:2 (0:0) | Bandera de México  | México  |
| 22 de junio | Rustemburgo   | Fase de grupos   | México    | Bandera de México    | 0:1 (0:1) | Bandera de Uruguay | Uruguay |
| 27 de junio | Johannesburgo | Octavos de final | Argentina | Bandera de Argentina | 3:1 (2:0) | Bandera de México  | México  |

### Fase de grupos - Grupo A
El sorteo puso a México en el grupo A, considerado como uno de los dos grupos de la muerte del mundial; junto con el Grupo G.
En el Grupo A se encontraban incluidas las selecciones de Sudáfrica (anfitriona del campeonato), Francia (históricamente una de las 10 mejores del mundo) y la selección de Uruguay (una buena selección y con jugadores que resaltaban semanas previas al inicio del torneo). Pese a todo lo anterior, la selección mexicana era favorita para calificar a octavos de final junto con Francia.
| Selección | Pts | PJ | PG | PE | PP | GF | GC | Dif |
| --------- | --- | -- | -- | -- | -- | -- | -- | --- |
| Uruguay   | 7   | 3  | 2  | 1  | 0  | 4  | 0  | 4   |
| México    | 4   | 3  | 1  | 1  | 1  | 3  | 2  | 1   |
| Sudáfrica | 4   | 3  | 1  | 1  | 1  | 3  | 5  | −2  |
| Francia   | 1   | 3  | 0  | 1  | 2  | 1  | 4  | −3  |

|  | Clasificados a los octavos de final. |

#### Sudáfrica vs. México
En el debut, el seleccionado mexicano debió enfrentarse con el equipo africano y anfitrión del campeonato; por temor a ausencias escolares, la Secretaría de Educación Pública permitió a los estudiantes de educación básica ver el partido inaugural entre México y Sudáfrica en sus escuelas.
El partido no fue sencillo para la selección mexicana pues nunca un país anfitrión había perdido en la inauguración de un mundial. Mientras que se desafiaba a las estadísticas, en la principal casa de apuestas sudafricana, GreatOdds, las apuestas estuvieron 6 a 4 por una victoria de México y 7 a 4 por una de Sudáfrica. El encuentro finalizó con un empate uno a uno; más tarde se enfrentarían Uruguay y Francia empatando a cero goles por lo que la selección mexicana quedó en segundo lugar del grupo, detrás de la selección sudafricana.
| 11 de junio, 16:00 | Sudáfrica      | 1:1 (0:0) | México      | Estadio Soccer City, Johannesburgo                          |                                                             |
|                    | Tshabalala 55' | Reporte   | Márquez 79' | Asistencia: 84 490 espectadores Árbitro(s): Ravshan Irmatov | Asistencia: 84 490 espectadores Árbitro(s): Ravshan Irmatov |

| 16         | Guardameta     | Itumeleng Khune         |     |
| 2          | Defensa        | Siboniso Gaxa           |     |
| 4          | Defensa        | Aaron Mokoena           |     |
| 15         | Defensa        | Lucas Thwala            | 46' |
| 20         | Defensa        | Bongani Khumalo         |     |
| 8          | Centrocampista | Siphiwe Tshabalala      |     |
| 10         | Centrocampista | Steven Pienaar          | 83' |
| 11         | Centrocampista | Teko Modise             |     |
| 12         | Centrocampista | Reneilwe Letsholonyane  |     |
| 13         | Centrocampista | Kagisho Dikgacoi        |     |
| 9          | Delantero      | Katlego Mphela          |     |
| Entrenador | Entrenador     | Carlos Alberto Parreira |     |

| 1          | Guardameta     | Oscar Pérez         |     |
| 2          | Defensa        | Francisco Rodríguez |     |
| 3          | Defensa        | Carlos Salcido      |     |
| 5          | Defensa        | Ricardo Osorio      |     |
| 12         | Defensa        | Paul Aguilar        | 55' |
| 4          | Centrocampista | Rafael Márquez      |     |
| 6          | Centrocampista | Gerardo Torrado     |     |
| 16         | Centrocampista | Efraín Juárez       |     |
| 9          | Delantero      | Guillermo Franco    | 73' |
| 11         | Delantero      | Carlos Vela         | 69' |
| 17         | Delantero      | Giovani dos Santos  |     |
| Entrenador | Entrenador     | Javier Aguirre      |     |

| 3  | Defensa   | Tsepo Masilela | 46' |
| 17 | Delantero | Bernard Parker | 83' |

| 18 | Centrocampista | Andrés Guardado   | 55' |
| 10 | Delantero      | Cuauhtémoc Blanco | 69' |
| 14 | Delantero      | Javier Hernández  | 73' |

| Anotado | 55' | Siphiwe Tshabalala | 1:0 |

| Anotado | 79' | Rafael Márquez | 1:1 |

| Amonestado | 27' | Kagisho Dikgacoi |
| Amonestado | 70' | Tsepo Masilela   |

| Amonestado | 18' | Efraín Juárez   |
| Amonestado | 57' | Gerardo Torrado |

| Árbitro             | Ravshan Irmatov        |
| Árbitros asistentes | Rafael Ilyasov         |
| Árbitros asistentes | Bakhadyr Kochkarov     |
| Cuarto árbitro      | Subkhiddin Mohd Salleh |
| Quinto árbitro      | Mu Yuxin               |

| 16         | Guardameta     | Itumeleng Khune         |     |
| 2          | Defensa        | Siboniso Gaxa           |     |
| 4          | Defensa        | Aaron Mokoena           |     |
| 15         | Defensa        | Lucas Thwala            | 46' |
| 20         | Defensa        | Bongani Khumalo         |     |
| 8          | Centrocampista | Siphiwe Tshabalala      |     |
| 10         | Centrocampista | Steven Pienaar          | 83' |
| 11         | Centrocampista | Teko Modise             |     |
| 12         | Centrocampista | Reneilwe Letsholonyane  |     |
| 13         | Centrocampista | Kagisho Dikgacoi        |     |
| 9          | Delantero      | Katlego Mphela          |     |
| Entrenador | Entrenador     | Carlos Alberto Parreira |     |

| 1          | Guardameta     | Oscar Pérez         |     |
| 2          | Defensa        | Francisco Rodríguez |     |
| 3          | Defensa        | Carlos Salcido      |     |
| 5          | Defensa        | Ricardo Osorio      |     |
| 12         | Defensa        | Paul Aguilar        | 55' |
| 4          | Centrocampista | Rafael Márquez      |     |
| 6          | Centrocampista | Gerardo Torrado     |     |
| 16         | Centrocampista | Efraín Juárez       |     |
| 9          | Delantero      | Guillermo Franco    | 73' |
| 11         | Delantero      | Carlos Vela         | 69' |
| 17         | Delantero      | Giovani dos Santos  |     |
| Entrenador | Entrenador     | Javier Aguirre      |     |

| 3  | Defensa   | Tsepo Masilela | 46' |
| 17 | Delantero | Bernard Parker | 83' |

| 18 | Centrocampista | Andrés Guardado   | 55' |
| 10 | Delantero      | Cuauhtémoc Blanco | 69' |
| 14 | Delantero      | Javier Hernández  | 73' |

| Anotado | 55' | Siphiwe Tshabalala | 1:0 |

| Anotado | 79' | Rafael Márquez | 1:1 |

| Amonestado | 27' | Kagisho Dikgacoi |
| Amonestado | 70' | Tsepo Masilela   |

| Amonestado | 18' | Efraín Juárez   |
| Amonestado | 57' | Gerardo Torrado |

| Árbitro             | Ravshan Irmatov        |
| Árbitros asistentes | Rafael Ilyasov         |
| Árbitros asistentes | Bakhadyr Kochkarov     |
| Cuarto árbitro      | Subkhiddin Mohd Salleh |
| Quinto árbitro      | Mu Yuxin               |

| Estadísticas      | Bandera de Sudáfrica | Bandera de México |
| Tiros             | 9                    | 14                |
| Tiros a puerta    | 5                    | 5                 |
| Faltas            | 17                   | 13                |
| Saques de esquina | 4                    | 5                 |
| Penaltis          | 0                    | 0                 |
| Fueras de juego   | 3                    | 6                 |
| Posesión de balón | 42%                  | 58%               |

#### Francia vs. México
El segundo partido, contra Francia, fue el más observado de los partidos de la fase de grupos a nivel nacional en México con 17.270.000 espectadores en televisión abierta. Se estima que la venta en restaurantes en México fue un 40% mayor a la realizada durante el primer juego de la selección mexicana.
El equipo consiguió una victoria histórica ya que por primera vez ganó frente a un equipo que alguna vez fue campeón del mundo en la historia del torneo, el marcador fue de 2:0 con anotaciones de Javier Hernández, quien con su anotación consiguió el gol número 2.100 en la historia de copas del mundo, y Cuauhtémoc Blanco con un penal. Al finalizar el otro partido del grupo (Uruguay contra Sudáfrica) 3:0 a favor de Uruguay, México volvió a quedar como segundo del grupo, esta vez empatado en puntos con la selección de Uruguay pero con una menor diferencia de goles.
| 17 de junio, 20:30 | Francia | 0:2 (0:0) | México                            | Estadio Peter Mokaba, Polokwane                              |                                                              |
|                    |         | Reporte   | Hernández 64' · Blanco 79' (pen.) | Asistencia: 35 370 espectadores Árbitro(s): Khalil Al Ghamdi | Asistencia: 35 370 espectadores Árbitro(s): Khalil Al Ghamdi |

| 1          | Guardameta     | Hugo Lloris      |     |
| 2          | Defensa        | Bacary Sagna     |     |
| 3          | Defensa        | Éric Abidal      |     |
| 5          | Defensa        | William Gallas   |     |
| 13         | Defensa        | Patrice Evra     |     |
| 14         | Centrocampista | Jérémy Toulalan  |     |
| 15         | Centrocampista | Florent Malouda  |     |
| 19         | Centrocampista | Abou Diaby       |     |
| 7          | Delantero      | Franck Ribéry    |     |
| 10         | Delantero      | Sidney Govou     | 69' |
| 21         | Delantero      | Nicolas Anelka   | 46' |
| Entrenador | Entrenador     | Raymond Domenech |     |

| 1          | Guardameta     | Oscar Pérez         |     |
| 2          | Defensa        | Francisco Rodríguez |     |
| 3          | Defensa        | Carlos Salcido      |     |
| 4          | Defensa        | Rafael Márquez      |     |
| 5          | Defensa        | Ricardo Osorio      |     |
| 15         | Defensa        | Héctor Moreno       |     |
| 16         | Defensa        | Efraín Juárez       | 55' |
| 6          | Centrocampista | Gerardo Torrado     |     |
| 9          | Delantero      | Guillermo Franco    | 62' |
| 11         | Delantero      | Carlos Vela         | 31' |
| 17         | Delantero      | Giovani dos Santos  |     |
| Entrenador | Entrenador     | Javier Aguirre      |     |

| 11 | Delantero      | André-Pierre Gignac | 46' |
| 20 | Centrocampista | Mathieu Valbuena    | 69' |

| 7  | Centrocampista | Pablo Barrera     | 31' |
| 14 | Delantero      | Javier Hernández  | 55' |
| 10 | Delantero      | Cuauhtémoc Blanco | 62' |

| Anotado         | 64' | Javier Hernández  | 0:1 |
| Anotado · Penal | 79' | Cuauhtémoc Blanco | 0:2 |

| Amonestado | 45+1' | Jérémy Toulalan |
| Amonestado | 78'   | Eric Abidal     |

| Amonestado | 4'  | Guillermo Franco    |
| Amonestado | 48' | Efraín Juárez       |
| Amonestado | 49' | Héctor Moreno       |
| Amonestado | 82' | Francisco Rodríguez |

| Árbitro             | Khalil Al Ghamdi  |
| Árbitros asistentes | Hassan Kamranifar |
| Árbitros asistentes | Saleh Al Marzouqi |
| Cuarto árbitro      | Peter O'Leary     |
| Quinto árbitro      | Matthew Taro      |

| 1          | Guardameta     | Hugo Lloris      |     |
| 2          | Defensa        | Bacary Sagna     |     |
| 3          | Defensa        | Éric Abidal      |     |
| 5          | Defensa        | William Gallas   |     |
| 13         | Defensa        | Patrice Evra     |     |
| 14         | Centrocampista | Jérémy Toulalan  |     |
| 15         | Centrocampista | Florent Malouda  |     |
| 19         | Centrocampista | Abou Diaby       |     |
| 7          | Delantero      | Franck Ribéry    |     |
| 10         | Delantero      | Sidney Govou     | 69' |
| 21         | Delantero      | Nicolas Anelka   | 46' |
| Entrenador | Entrenador     | Raymond Domenech |     |

| 1          | Guardameta     | Oscar Pérez         |     |
| 2          | Defensa        | Francisco Rodríguez |     |
| 3          | Defensa        | Carlos Salcido      |     |
| 4          | Defensa        | Rafael Márquez      |     |
| 5          | Defensa        | Ricardo Osorio      |     |
| 15         | Defensa        | Héctor Moreno       |     |
| 16         | Defensa        | Efraín Juárez       | 55' |
| 6          | Centrocampista | Gerardo Torrado     |     |
| 9          | Delantero      | Guillermo Franco    | 62' |
| 11         | Delantero      | Carlos Vela         | 31' |
| 17         | Delantero      | Giovani dos Santos  |     |
| Entrenador | Entrenador     | Javier Aguirre      |     |

| 11 | Delantero      | André-Pierre Gignac | 46' |
| 20 | Centrocampista | Mathieu Valbuena    | 69' |

| 7  | Centrocampista | Pablo Barrera     | 31' |
| 14 | Delantero      | Javier Hernández  | 55' |
| 10 | Delantero      | Cuauhtémoc Blanco | 62' |

| Anotado         | 64' | Javier Hernández  | 0:1 |
| Anotado · Penal | 79' | Cuauhtémoc Blanco | 0:2 |

| Amonestado | 45+1' | Jérémy Toulalan |
| Amonestado | 78'   | Eric Abidal     |

| Amonestado | 4'  | Guillermo Franco    |
| Amonestado | 48' | Efraín Juárez       |
| Amonestado | 49' | Héctor Moreno       |
| Amonestado | 82' | Francisco Rodríguez |

| Árbitro             | Khalil Al Ghamdi  |
| Árbitros asistentes | Hassan Kamranifar |
| Árbitros asistentes | Saleh Al Marzouqi |
| Cuarto árbitro      | Peter O'Leary     |
| Quinto árbitro      | Matthew Taro      |

| Estadísticas      | Bandera de Francia | Bandera de México |
| Tiros             | 13                 | 12                |
| Tiros a puerta    | 4                  | 5                 |
| Faltas            | 23                 | 25                |
| Saques de esquina | 7                  | 1                 |
| Penaltis          | 0                  | 1 (1)             |
| Fueras de juego   | 2                  | 4                 |
| Posesión de balón | 53%                | 47%               |

#### México vs. Uruguay
El último partido de la primera fase para México fue el encuentro contra Uruguay, donde se disputaba el primer lugar del grupo. Se rumoraba un acuerdo entre ambas selecciones en el que si las dos empataban, ambas pasaban sin importar el resultado del partido entre Francia y Sudáfrica, aunque esto quedó desmentido por Javier Aguirre. En el encuentro, el conjunto mexicano tuvo más tiempo el balón pero menor contundencia en los tiros al arco rival; en el minuto 43, Luis Suárez anotó el gol de Uruguay, que sería el único tanto del partido. Aún con la derrota 1:0, la selección mexicana avanzó a octavos de final como segundo lugar del grupo, dejando a Sudáfrica y Francia eliminados del torneo.
| 22 de junio, 16:00 | México | 0:1 (0:1) | Uruguay    | Estadio Royal Bafokeng, Rustemburgo                       |                                                           |
|                    |        | Reporte   | Suárez 43' | Asistencia: 33 425 espectadores Árbitro(s): Viktor Kassai | Asistencia: 33 425 espectadores Árbitro(s): Viktor Kassai |

| 1          | Guardameta     | Oscar Pérez         |     |
| 2          | Defensa        | Francisco Rodríguez |     |
| 3          | Defensa        | Carlos Salcido      |     |
| 4          | Defensa        | Rafael Márquez      |     |
| 5          | Defensa        | Ricardo Osorio      |     |
| 15         | Defensa        | Héctor Moreno       | 57' |
| 6          | Centrocampista | Gerardo Torrado     |     |
| 18         | Centrocampista | Andrés Guardado     | 46' |
| 9          | Delantero      | Guillermo Franco    |     |
| 10         | Delantero      | Cuauhtémoc Blanco   | 63' |
| 17         | Delantero      | Giovani dos Santos  |     |
| Entrenador | Entrenador     | Javier Aguirre      |     |

| 1          | Guardameta     | Fernando Muslera         |     |
| 2          | Defensa        | Diego Lugano             |     |
| 4          | Defensa        | Jorge Fucile             |     |
| 6          | Defensa        | Mauricio Victorino       |     |
| 16         | Defensa        | Maximiliano Pereira      |     |
| 11         | Centrocampista | Álvaro Pereira           | 77' |
| 15         | Centrocampista | Diego Pérez              |     |
| 17         | Centrocampista | Egidio Arévalo Ríos      |     |
| 7          | Delantero      | Edinson Cavani           |     |
| 9          | Delantero      | Luis Suárez              | 85' |
| 10         | Delantero      | Diego Forlán             |     |
| Entrenador | Entrenador     | Óscar Washington Tabárez |     |

| 7  | Centrocampista | Pablo Barrera    | 46' |
| 8  | Centrocampista | Israel Castro    | 57' |
| 14 | Delantero      | Javier Hernández | 63' |

| 19 | Defensa        | Andrés Scotti    | 77' |
| 20 | Centrocampista | Álvaro Fernández | 85' |

| Anotado | 43' | Luis Suárez | 0:1 |

| Amonestado | 77' | Javier Hernández |
| Amonestado | 86' | Israel Castro    |

| Amonestado | 68' | Jorge Fucile |

| Árbitro             | Viktor Kassai   |
| Árbitros asistentes | Gábor Erős      |
| Árbitros asistentes | Tibor Vámos     |
| Cuarto árbitro      | Martin Hansson  |
| Quinto árbitro      | Stefan Wittberg |

| 1          | Guardameta     | Oscar Pérez         |     |
| 2          | Defensa        | Francisco Rodríguez |     |
| 3          | Defensa        | Carlos Salcido      |     |
| 4          | Defensa        | Rafael Márquez      |     |
| 5          | Defensa        | Ricardo Osorio      |     |
| 15         | Defensa        | Héctor Moreno       | 57' |
| 6          | Centrocampista | Gerardo Torrado     |     |
| 18         | Centrocampista | Andrés Guardado     | 46' |
| 9          | Delantero      | Guillermo Franco    |     |
| 10         | Delantero      | Cuauhtémoc Blanco   | 63' |
| 17         | Delantero      | Giovani dos Santos  |     |
| Entrenador | Entrenador     | Javier Aguirre      |     |

| 1          | Guardameta     | Fernando Muslera         |     |
| 2          | Defensa        | Diego Lugano             |     |
| 4          | Defensa        | Jorge Fucile             |     |
| 6          | Defensa        | Mauricio Victorino       |     |
| 16         | Defensa        | Maximiliano Pereira      |     |
| 11         | Centrocampista | Álvaro Pereira           | 77' |
| 15         | Centrocampista | Diego Pérez              |     |
| 17         | Centrocampista | Egidio Arévalo Ríos      |     |
| 7          | Delantero      | Edinson Cavani           |     |
| 9          | Delantero      | Luis Suárez              | 85' |
| 10         | Delantero      | Diego Forlán             |     |
| Entrenador | Entrenador     | Óscar Washington Tabárez |     |

| 7  | Centrocampista | Pablo Barrera    | 46' |
| 8  | Centrocampista | Israel Castro    | 57' |
| 14 | Delantero      | Javier Hernández | 63' |

| 19 | Defensa        | Andrés Scotti    | 77' |
| 20 | Centrocampista | Álvaro Fernández | 85' |

| Anotado | 43' | Luis Suárez | 0:1 |

| Amonestado | 77' | Javier Hernández |
| Amonestado | 86' | Israel Castro    |

| Amonestado | 68' | Jorge Fucile |

| Árbitro             | Viktor Kassai   |
| Árbitros asistentes | Gábor Erős      |
| Árbitros asistentes | Tibor Vámos     |
| Cuarto árbitro      | Martin Hansson  |
| Quinto árbitro      | Stefan Wittberg |

| Estadísticas      | Bandera de México | Bandera de Uruguay |
| Tiros             | 11                | 15                 |
| Tiros a puerta    | 2                 | 5                  |
| Faltas            | 20                | 13                 |
| Saques de esquina | 6                 | 7                  |
| Penaltis          | 0                 | 0                  |
| Fueras de juego   | 2                 | 0                  |
| Posesión de balón | 59%               | 41%                |

### Octavos de final

#### Argentina vs. México
Después de pasar a la segunda fase en el segundo lugar del Grupo A, la selección de México debió enfrentarse a la primera del Grupo B, el cual consiguió la Argentina con una primera fase invicta. La selección mexicana ya se había enfrentado a la Argentina cinco veces en torneos oficiales, con saldo de cuatro victorias para los sudamericanos: en la primera ronda de Uruguay 1930, en la semifinal de la Confederaciones de 2005, en la semifinal de la Copa América 2007 así como en los octavos de final de Alemania 2006; y una victoria para los mexicanos en la Copa América de 2004. Entre las coincidencias cabe destacar que los entrenadores de la Argentina y México (Maradona y Aguirre respectivamente) coincidieron como jugadores en el mundial de México 1986 y como entrenadores en Sudáfrica 2010.
De nuevo, como en la edición anterior de Alemania 2006, la Argentina dejó fuera al conjunto mexicano en octavos de final, pero en esta ocasión el marcador fue abierto por un gol de Carlos Tévez en el minuto 26 en evidente fuera de juego, percibido así por todos los jugadores aunque el árbitro Rosetti lo tomó como bueno tras consultar a su árbitro asistente, lo que llevó al equipo mexicano a cambiar la táctica que venían desarrollando desde el inicio del partido. En el minuto 33 un error en la defensa mexicana provocada por la falta de concentración dejada por el primer gol causó el segundo de la Argentina, esta vez hecho por Gonzalo Higuaín. Durante la segunda mitad Tévez volvió a marcar gol, esta vez desde fuera del área grande en el minuto 52, y más tarde llegaría el gol de Javier Hernández en el minuto 71, para hacer el 3:1 del final del encuentro. Así por quinta vez consecutiva, desde 1994, México no avanzó a cuartos de final, y por segunda vez consecutiva fue eliminado por la Argentina en octavos de final.
| 27 de junio, 20:30 | Argentina                    | 3:1 (2:0) | México        | Estadio Soccer City, Johannesburgo                          |                                                             |
|                    | Tévez 26', 52' · Higuaín 33' | Reporte   | Hernández 71' | Asistencia: 84 377 espectadores Árbitro(s): Roberto Rosetti | Asistencia: 84 377 espectadores Árbitro(s): Roberto Rosetti |

| 22         | Guardameta     | Sergio Romero     |     |
| 2          | Defensa        | Martín Demichelis |     |
| 4          | Defensa        | Nicolás Burdisso  |     |
| 6          | Defensa        | Gabriel Heinze    |     |
| 15         | Defensa        | Nicolás Otamendi  |     |
| 7          | Centrocampista | Ángel Di María    | 79' |
| 14         | Centrocampista | Javier Mascherano |     |
| 20         | Centrocampista | Maxi Rodríguez    | 87' |
| 9          | Delantero      | Gonzalo Higuaín   |     |
| 10         | Delantero      | Lionel Messi      |     |
| 11         | Delantero      | Carlos Tévez      | 69' |
| Entrenador | Entrenador     | Diego Maradona    |     |

| 1          | Guardameta     | Oscar Pérez         |     |
| 2          | Defensa        | Francisco Rodríguez |     |
| 3          | Defensa        | Carlos Salcido      |     |
| 4          | Defensa        | Rafael Márquez      |     |
| 5          | Defensa        | Ricardo Osorio      |     |
| 16         | Defensa        | Efraín Juárez       |     |
| 6          | Centrocampista | Gerardo Torrado     |     |
| 18         | Centrocampista | Andrés Guardado     | 61' |
| 14         | Delantero      | Javier Hernández    |     |
| 17         | Delantero      | Giovani dos Santos  |     |
| 21         | Delantero      | Adolfo Bautista     | 46' |
| Entrenador | Entrenador     | Javier Aguirre      |     |

| 8  | Centrocampista | Juan Sebastián Verón | 69' |
| 17 | Centrocampista | Jonás Gutiérrez      | 79' |
| 23 | Centrocampista | Javier Pastore       | 87' |

| 7 | Centrocampista | Pablo Barrera    | 46' |
| 9 | Delantero      | Guillermo Franco | 61' |

| Anotado | 26' | Carlos Tévez    | 1:0 |
| Anotado | 33' | Gonzalo Higuaín | 2:0 |
| Anotado | 52' | Carlos Tévez    | 3:0 |

| Anotado | 71' | Javier Hernández | 3:1 |

| Amonestado | 28' | Rafael Márquez |

| Árbitro             | Roberto Rosetti     |
| Árbitros asistentes | Paolo Calcagno      |
| Árbitros asistentes | Stefano Ayroldi     |
| Cuarto árbitro      | Jerome Damon        |
| Quinto árbitro      | Celestin Ntagungira |

| 22         | Guardameta     | Sergio Romero     |     |
| 2          | Defensa        | Martín Demichelis |     |
| 4          | Defensa        | Nicolás Burdisso  |     |
| 6          | Defensa        | Gabriel Heinze    |     |
| 15         | Defensa        | Nicolás Otamendi  |     |
| 7          | Centrocampista | Ángel Di María    | 79' |
| 14         | Centrocampista | Javier Mascherano |     |
| 20         | Centrocampista | Maxi Rodríguez    | 87' |
| 9          | Delantero      | Gonzalo Higuaín   |     |
| 10         | Delantero      | Lionel Messi      |     |
| 11         | Delantero      | Carlos Tévez      | 69' |
| Entrenador | Entrenador     | Diego Maradona    |     |

| 1          | Guardameta     | Oscar Pérez         |     |
| 2          | Defensa        | Francisco Rodríguez |     |
| 3          | Defensa        | Carlos Salcido      |     |
| 4          | Defensa        | Rafael Márquez      |     |
| 5          | Defensa        | Ricardo Osorio      |     |
| 16         | Defensa        | Efraín Juárez       |     |
| 6          | Centrocampista | Gerardo Torrado     |     |
| 18         | Centrocampista | Andrés Guardado     | 61' |
| 14         | Delantero      | Javier Hernández    |     |
| 17         | Delantero      | Giovani dos Santos  |     |
| 21         | Delantero      | Adolfo Bautista     | 46' |
| Entrenador | Entrenador     | Javier Aguirre      |     |

| 8  | Centrocampista | Juan Sebastián Verón | 69' |
| 17 | Centrocampista | Jonás Gutiérrez      | 79' |
| 23 | Centrocampista | Javier Pastore       | 87' |

| 7 | Centrocampista | Pablo Barrera    | 46' |
| 9 | Delantero      | Guillermo Franco | 61' |

| Anotado | 26' | Carlos Tévez    | 1:0 |
| Anotado | 33' | Gonzalo Higuaín | 2:0 |
| Anotado | 52' | Carlos Tévez    | 3:0 |

| Anotado | 71' | Javier Hernández | 3:1 |

| Amonestado | 28' | Rafael Márquez |

| Árbitro             | Roberto Rosetti     |
| Árbitros asistentes | Paolo Calcagno      |
| Árbitros asistentes | Stefano Ayroldi     |
| Cuarto árbitro      | Jerome Damon        |
| Quinto árbitro      | Celestin Ntagungira |

| Estadísticas      | Bandera de Argentina | Bandera de México |
| Tiros             | 11                   | 16                |
| Tiros a puerta    | 6                    | 6                 |
| Faltas            | 11                   | 26                |
| Saques de esquina | 2                    | 5                 |
| Penaltis          | 0                    | 0                 |
| Fueras de juego   | 1                    | 2                 |
| Posesión de balón | 52%                  | 48%               |

## Estadísticas

### Posición final
| Equipo | Equipo          | Pts | PJ | PG | PE | PP | GF | GC | Dif | Rend. |
| ------ | --------------- | --- | -- | -- | -- | -- | -- | -- | --- | ----- |
| 1      | España          | 18  | 7  | 6  | 0  | 1  | 8  | 2  | 6   | 85,7% |
| 2      | Países Bajos    | 18  | 7  | 6  | 0  | 1  | 12 | 6  | 6   | 85,7% |
| 3      | Alemania        | 15  | 7  | 5  | 0  | 2  | 16 | 5  | 11  | 71,4% |
| 4      | Uruguay         | 11  | 7  | 3  | 2  | 2  | 11 | 8  | 3   | 52,4% |
| 5      | Argentina       | 12  | 5  | 4  | 0  | 1  | 10 | 6  | 4   | 80,0% |
| 6      | Brasil          | 10  | 5  | 3  | 1  | 1  | 9  | 4  | 5   | 66,7% |
| 7      | Ghana           | 8   | 5  | 2  | 2  | 1  | 5  | 4  | 1   | 53,3% |
| 8      | Paraguay        | 6   | 5  | 1  | 3  | 1  | 3  | 2  | 1   | 40,0% |
| 9      | Japón           | 7   | 4  | 2  | 1  | 1  | 4  | 2  | 2   | 58,3% |
| 10     | Chile           | 6   | 4  | 2  | 0  | 2  | 3  | 5  | -2  | 50,0% |
| 11     | Portugal        | 5   | 4  | 1  | 2  | 1  | 7  | 1  | 6   | 41,7% |
| 12     | Estados Unidos  | 5   | 4  | 1  | 2  | 1  | 5  | 5  | 0   | 41,7% |
| 13     | Inglaterra      | 5   | 4  | 1  | 2  | 1  | 3  | 5  | -2  | 41,7% |
| 14     | México          | 4   | 4  | 1  | 1  | 2  | 4  | 5  | -1  | 33,3% |
| 15     | Corea del Sur   | 4   | 4  | 1  | 1  | 2  | 6  | 8  | -2  | 33,3% |
| 16     | Eslovaquia      | 4   | 4  | 1  | 1  | 2  | 5  | 7  | -2  | 33,3% |
| 17     | Costa de Marfil | 4   | 3  | 1  | 1  | 1  | 4  | 3  | 1   | 44,4% |
| 18     | Eslovenia       | 4   | 3  | 1  | 1  | 1  | 3  | 3  | 0   | 44,4% |
| 19     | Suiza           | 4   | 3  | 1  | 1  | 1  | 1  | 1  | 0   | 44,4% |
| 20     | Sudáfrica       | 4   | 3  | 1  | 1  | 1  | 3  | 5  | -2  | 44,4% |
| 21     | Australia       | 4   | 3  | 1  | 1  | 1  | 3  | 6  | -3  | 44,4% |
| 22     | Nueva Zelanda   | 3   | 3  | 0  | 3  | 0  | 2  | 2  | 0   | 33,3% |
| 23     | Serbia          | 3   | 3  | 1  | 0  | 2  | 2  | 3  | -1  | 33,3% |
| 24     | Dinamarca       | 3   | 3  | 1  | 0  | 2  | 3  | 6  | -3  | 33,3% |
| 25     | Grecia          | 3   | 3  | 1  | 0  | 2  | 2  | 5  | -3  | 33,3% |
| 26     | Italia          | 2   | 3  | 0  | 2  | 1  | 4  | 5  | -1  | 22,2% |
| 27     | Nigeria         | 1   | 3  | 0  | 1  | 2  | 3  | 5  | -2  | 11,1% |
| 28     | Argelia         | 1   | 3  | 0  | 1  | 2  | 0  | 2  | -2  | 11,1% |
| 29     | Francia         | 1   | 3  | 0  | 1  | 2  | 1  | 4  | -3  | 11,1% |
| 30     | Honduras        | 1   | 3  | 0  | 1  | 2  | 0  | 3  | -3  | 11,1% |
| 31     | Camerún         | 0   | 3  | 0  | 0  | 3  | 2  | 5  | -3  | 0,0%  |
| 32     | Corea del Norte | 0   | 3  | 0  | 0  | 3  | 1  | 12 | -11 | 0,0%  |

### Estadísticas de jugadores
| N.º | Nombre              | Pos.           | PJ | Min. | Dis.   | G. | As. | T.  | F.   | Amonestado | Otorgado · Otorgado otra vez · Expulsado |   | IC.  |
| --- | ------------------- | -------------- | -- | ---- | ------ | -- | --- | --- | ---- | ---------- | ---------------------------------------- | - | ---- |
| 2   | Francisco Rodríguez | Defensa        | 4  | 360  | 38.987 | 0  | 0   | 3   | 6-8  | 1          | 0                                        | 0 | 8,04 |
| 3   | Carlos Salcido      | Defensa        | 4  | 360  | 44.608 | 0  | 0   | 9   | 9-5  | 0          | 0                                        | 0 | 8,21 |
| 4   | Rafael Márquez      | Defensa        | 4  | 360  | 40.045 | 1  | 1   | 6   | 10-9 | 1          | 0                                        | 0 | 8,31 |
| 5   | Ricardo Osorio      | Defensa        | 4  | 360  | 39.360 | 0  | 0   | 1   | 4-4  | 0          | 0                                        | 0 | 8,47 |
| 12  | Paul Aguilar        | Defensa        | 1  | 55   | 6.583  | 0  | 0   | 0   | 0-0  | 0          | 0                                        | 0 | 5,27 |
| 15  | Héctor Moreno       | Defensa        | 2  | 147  | 15.574 | 0  | 0   | 0   | 5-1  | 1          | 0                                        | 0 | 6,26 |
| 16  | Efraín Juárez       | Defensa        | 3  | 235  | 29.460 | 0  | 0   | 0   | 5-6  | 2          | 0                                        | 0 | 7,26 |
| 19  | Jonny Magallón      | Defensa        | 0  | 0    | 0      | 0  | 0   | 0   | 0-0  | 0          | 0                                        | 0 | 0,00 |
| 20  | Jorge Torres Nilo   | Defensa        | 0  | 0    | 0      | 0  | 0   | 0   | 0-0  | 0          | 0                                        | 0 | 0,00 |
|     |                     |                |    |      |        |    |     |     |      |            |                                          |   |      |
| 6   | Gerardo Torrado     | Centrocampista | 4  | 360  | 47.390 | 0  | 1   | 1   | 15-4 | 1          | 0                                        | 0 | 8,01 |
| 7   | Pablo Barrera       | Centrocampista | 3  | 147  | 18.339 | 0  | 0   | 4   | 0-3  | 0          | 0                                        | 0 | 6,32 |
| 8   | Israel Castro       | Centrocampista | 1  | 33   | 4.587  | 0  | 0   | 0   | 3-0  | 1          | 0                                        | 0 | 4,89 |
| 17  | Giovani dos Santos  | Centrocampista | 4  | 360  | 36.355 | 0  | 0   | 7   | 10-6 | 0          | 0                                        | 0 | 7,87 |
| 18  | Andrés Guardado     | Centrocampista | 3  | 142  | 18.313 | 0  | 1   | 6   | 1-1  | 0          | 0                                        | 0 | 5,78 |
| 22  | Alberto Medina      | Centrocampista | 0  | 0    | 0      | 0  | 0   | 0   | 0-0  | 0          | 0                                        | 0 | 0,00 |
|     |                     |                |    |      |        |    |     |     |      |            |                                          |   |      |
| 9   | Guillermo Franco    | Delantero      | 4  | 254  | 27.881 | 0  | 0   | 4   | 9-3  | 1          | 0                                        | 0 | 6,70 |
| 10  | Cuauhtémoc Blanco   | Delantero      | 3  | 112  | 14.446 | 1  | 0   | 3   | 1-3  | 0          | 0                                        | 0 | 5,20 |
| 11  | Carlos Vela         | Delantero      | 2  | 100  | 10.134 | 0  | 0   | 2   | 0-3  | 0          | 0                                        | 0 | 5,18 |
| 14  | Javier Hernández    | Delantero      | 4  | 169  | 18.785 | 2  | 0   | 7   | 5-4  | 1          | 0                                        | 0 | 6,15 |
| 21  | Adolfo Bautista     | Delantero      | 1  | 46   | 5.297  | 0  | 0   | 0   | 1-2  | 0          | 0                                        | 0 | 5,31 |
| N.º | Nombre              | Pos.           | PJ | Min. | Dis.   | G. | As. | At. | F.   | Amonestado | Otorgado · Otorgado otra vez · Expulsado |   | IC.  |
| 1   | Óscar Pérez         | Guardameta     | 4  | 360  | 23.221 | 0  | 0   | 14  | 0-1  | 0          | 0                                        | 0 | 7,39 |
| 13  | Guillermo Ochoa     | Guardameta     | 0  | 0    | 0      | 0  | 0   | 0   | 0-0  | 0          | 0                                        | 0 | 0,00 |
| 23  | Luis Ernesto Michel | Guardameta     | 0  | 0    | 0      | 0  | 0   | 0   | 0-0  | 0          | 0                                        | 0 | 0,00 |

### Goles y asistencias
| Lugar | Jugador           | G. | As. | Min. | PJ | GP |
| 19°   | Javier Hernández  | 2  | 0   | 169  | 4  | 0  |
| ----- | ----------------- | -- | --- | ---- | -- | -- |
| 39°   | Rafael Márquez    | 1  | 1   | 360  | 4  | 0  |
| 49°   | Cuauhtémoc Blanco | 1  | 0   | 112  | 3  | 1  |
| —     | Andrés Guardado   | 0  | 1   | 142  | 3  | 0  |
| —     | Gerardo Torrado   | 0  | 1   | 360  | 4  | 0  |

## Uniforme
El lunes 9 de noviembre de 2009, en el Museo Nacional de Antropología e Historia, fue presentado ante la presencia de Joseph Blatter, presidente de la FIFA los uniformes oficial y alternativo usados por México para éste campeonato, ambos diseñados por la empresa alemana Adidas. El uniforme oficial fue de color verde, tenía las tres franjas distintivas de Adidas en las mangas, el cuello era blanco con un borde rojo en forma de V, además de tener una leyenda en el interior en la que se leía “Mexicanos al grito de guerra”, con un águila a cada lado de la inscripción.
El uniforme alternativo fue de color negro, y fue usado por primera ocasión en el partido del 3 de marzo de 2010 en un amistoso frente a la selección de Nueva Zelanda. En los partidos de la Copa Mundial de 2010 fue usado únicamente en el partido inaugural contra Sudáfrica.

## Transmisión de los partidos
Los derechos de transmisión en televisión abierta en México fueron comprados por TV Azteca y Televisa, en la radio por Televisa Radio y Grupo Radiorama, mientras que en Internet por Televisa (que obtuvo 26 millones de internautas latinoamericanos) y SKY México. En el Zócalo de la Ciudad de México se instalaron pantallas para ver los 64 partidos del mundial como parte del FIFA Fanfest. Éste fue el más concurrido del mundo, y dejó ganancias mayores de 3.500 millones de dólares.